# Fronteira Mali–Senegal
A fronteira entre o Mali e o Senegal fica a leste do Senegal, separando o país do Mali. Corre por 419 km quase na mesma direção do meridiano 10º W, entre duas tríplices fronteiras: Senegal-Mali-Guiné no sul e Senegal-Mali-Mauritânia no norte;
Essa fronteira, antes entre as duas antigas colônias francesas chegou a deixar de existir entre 1959 e 1960, enquanto ambos países formaram uma única nação, a Federação do Mali;

## Descrição
A fronteira começa no norte na tríplice fronteira com a Mauritânia na confluência do rio Senegal e do rio Falémé. Em seguida, percorre este último por alguma distância para o sul, antes de prosseguir por terra por um trecho, antes de se juntar novamente ao Falémé, que então segue até a tríplice fronteira com a Guiné. 